# Gammelsätern
Gammelsätern är ett naturreservat i Älvdalens kommun i Dalarnas län.
Området är naturskyddat sedan 1930 och är 169 hektar stort. Reservatet består av naturskogsartad skog med mest tall och gran och även lite lövträd.